# Mariestads station

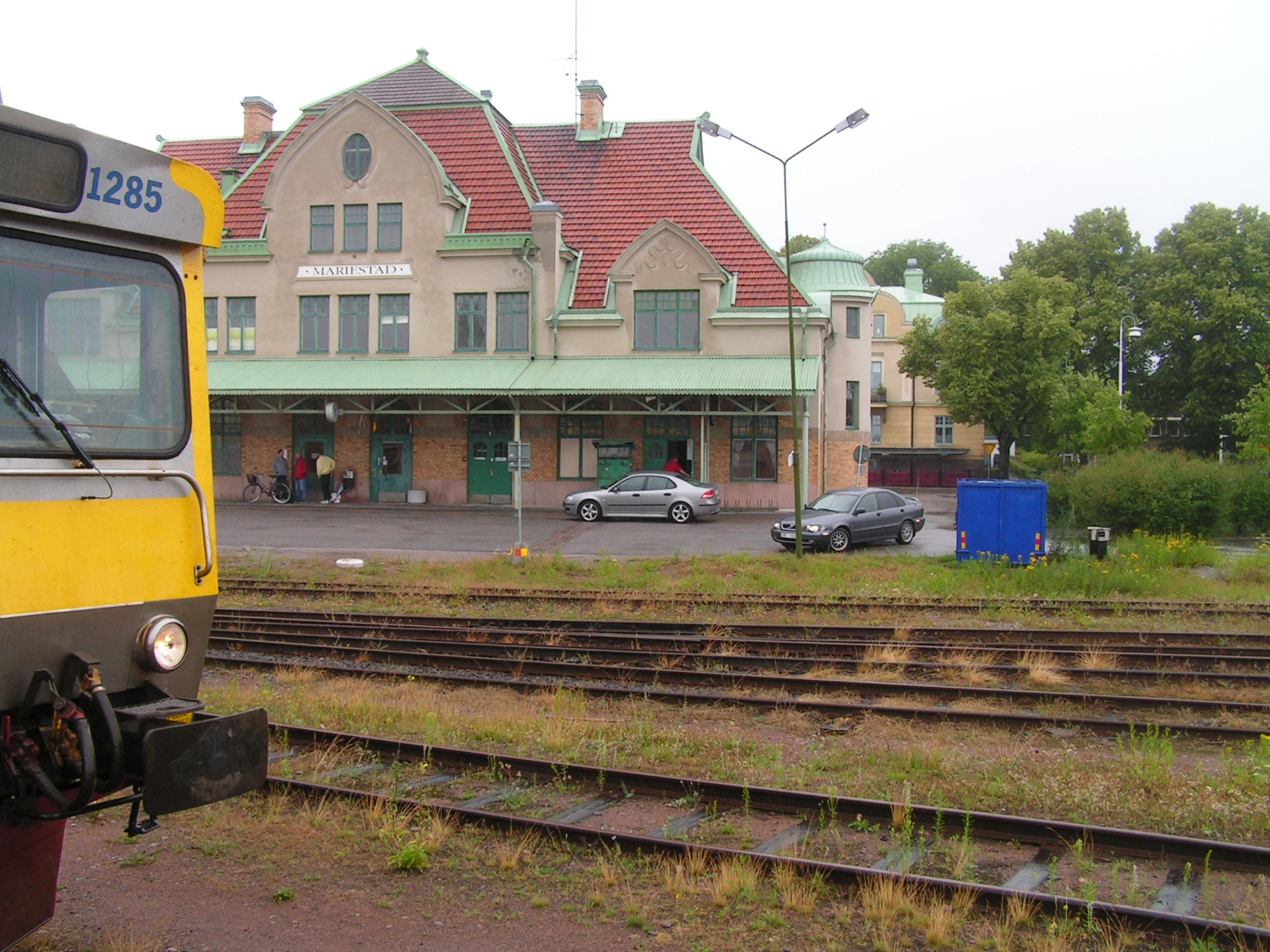
Rälsbussen Y1 1285 gör ett uppehåll vid Mariestads station (2009).

Mariestads station är belägen vid Nygatan 24 i Mariestad, Västra Götalands län. Åren 1908-09 byggdes ett nytt stationshus efter ritningar av Lars Kellman. Det ersatte en tidigare stationsbyggnad från 1874. Stationsbyggnaden är byggnadsminne sedan den 10 mars 2005.
Järnvägsstationen ligger omedelbart öster om gamla stan i Mariestad. På östra sidan av stationen ligger spårområdet med asfalterade perronger och på västra sidan en asfalterad stationsplan. Området avgränsas mot Nygatan av en trädrad. Söder om stationshuset finns en bilparkering och en byggnad för taxi. Norr om stationen där det tidigare låg godsmagasin finns numera Mariestads bussterminal.

## Tågtrafiken
Mariestad fick sin första järnvägsförbindelse år 1874 med den smalspåriga järnvägen Mariestad-Moholm (MMJ). Då byggdes också ett stationshus på samma plats som det nuvarande. Ytterligare ett smalspår – Mariestad–Kinnekulle Järnväg –  drogs senare till staden. Västergötland–Göteborgs Järnvägar (VGJ) övertog denna järnvägslinje och sålde det gamla stationshuset för avflyttning samt uppförde åren 1908-09 ett nytt stationshus. År 1925 inlöstes även det förstnämnda bolaget av VGJ, som i sin tur övertogs 1948 av SJ.
Stationen trafikeras numera enbart av Kinnekullebanan, som är en oelektrifierad enkelspårig järnväg, vilken går från Håkantorp på Älvsborgsbanan via Lidköping och Mariestad till Gårdsjö, där den ansluter till Västra stambanan. Kinnekullebanan trafikeras av Västtrafik med Kinnekulletåget och är en av Västra Götalands regionaltågslinjer. 
Norr om Mariestad finns godstrafik.

## Beskrivning
Ritningarna till det nya stationshuset utfördes av arkitekten Lars Kellman. Byggnaden är uppförd i jugendstil med ljusa slätputsade fasader, där bottenvåningen klätts med gult fasadtegel och band av kalksten. Huset har högresta brutna sadeltak täckta med tegel och med skorstenar av gult tegel samt dekorativa detaljer av grönmålad plåt. Fasaderna är symmetriskt uppbyggda, långsidorna accentueras av en fronton med svängda former. Denna flankeras av mindre takkupor på bägge sidor med likartade former. Likadana kupor finns även på gavlarnas takfall.
Fönstren i bottenvåningen har välvda överdelar liksom dörrpartiet mot gatan. Mot banan finns ett skärmtak av plåt uppburet av stolpar i hela fasadens längd. På den norra gaveln är ett runt trapptorn placerat. Interiören har genomgått vissa förändringar, men bevarade ursprungliga inredningsdetaljer är bland annat golvet i väntsalen och luckan för inlämning av resgods.

## Galleri

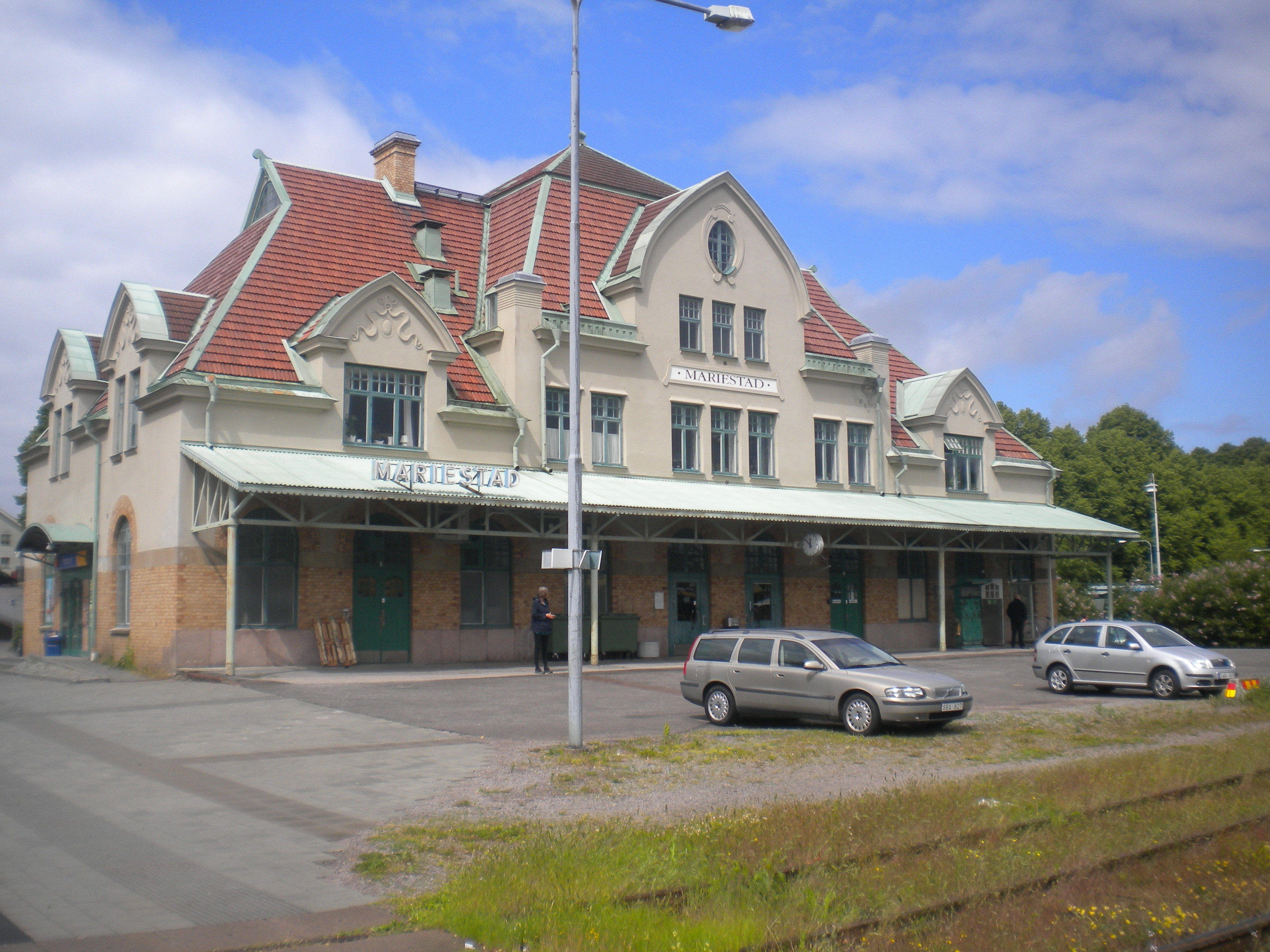
Mariestads station mot banvallen (2013).
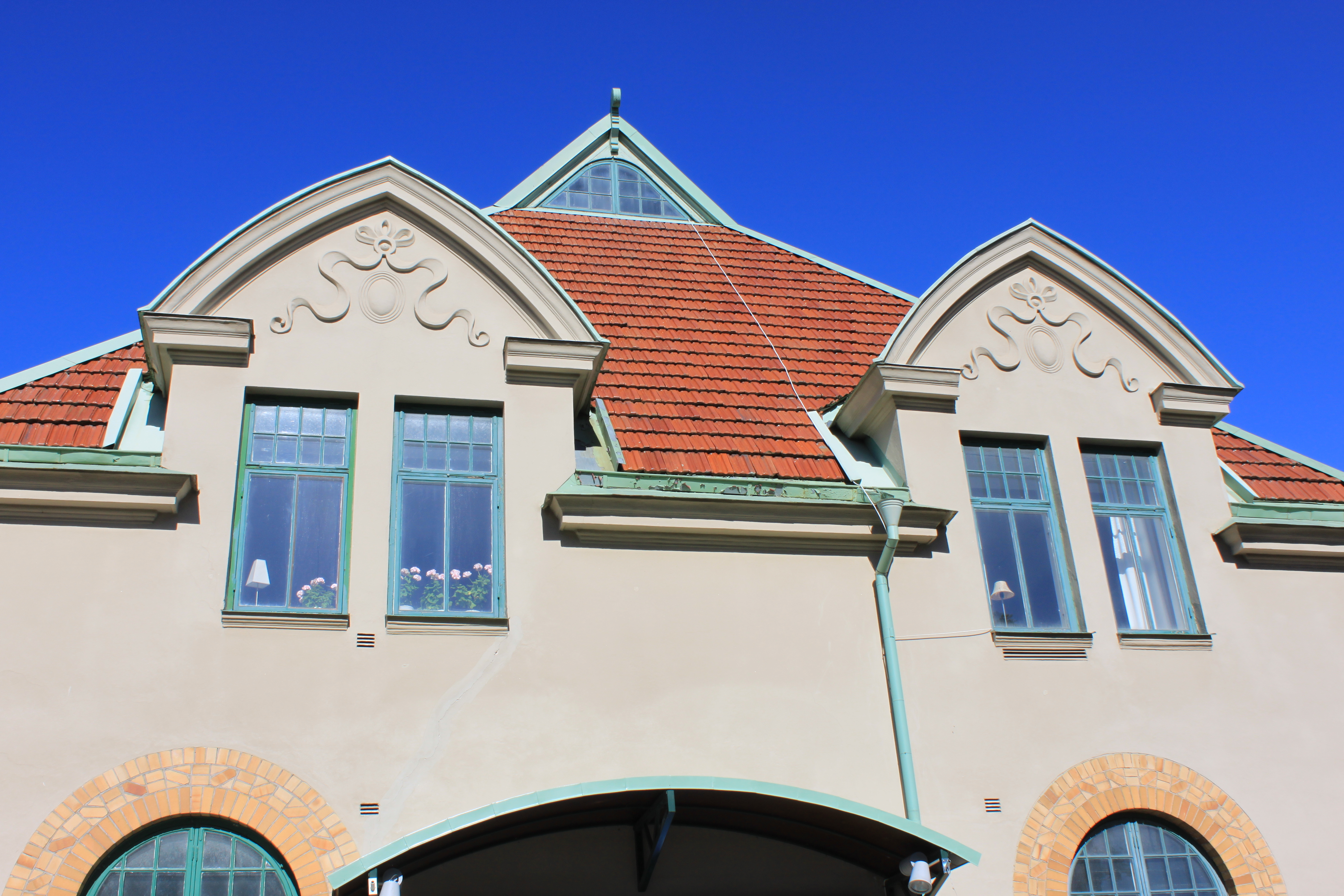
Gavel på Mariestads station (2012).
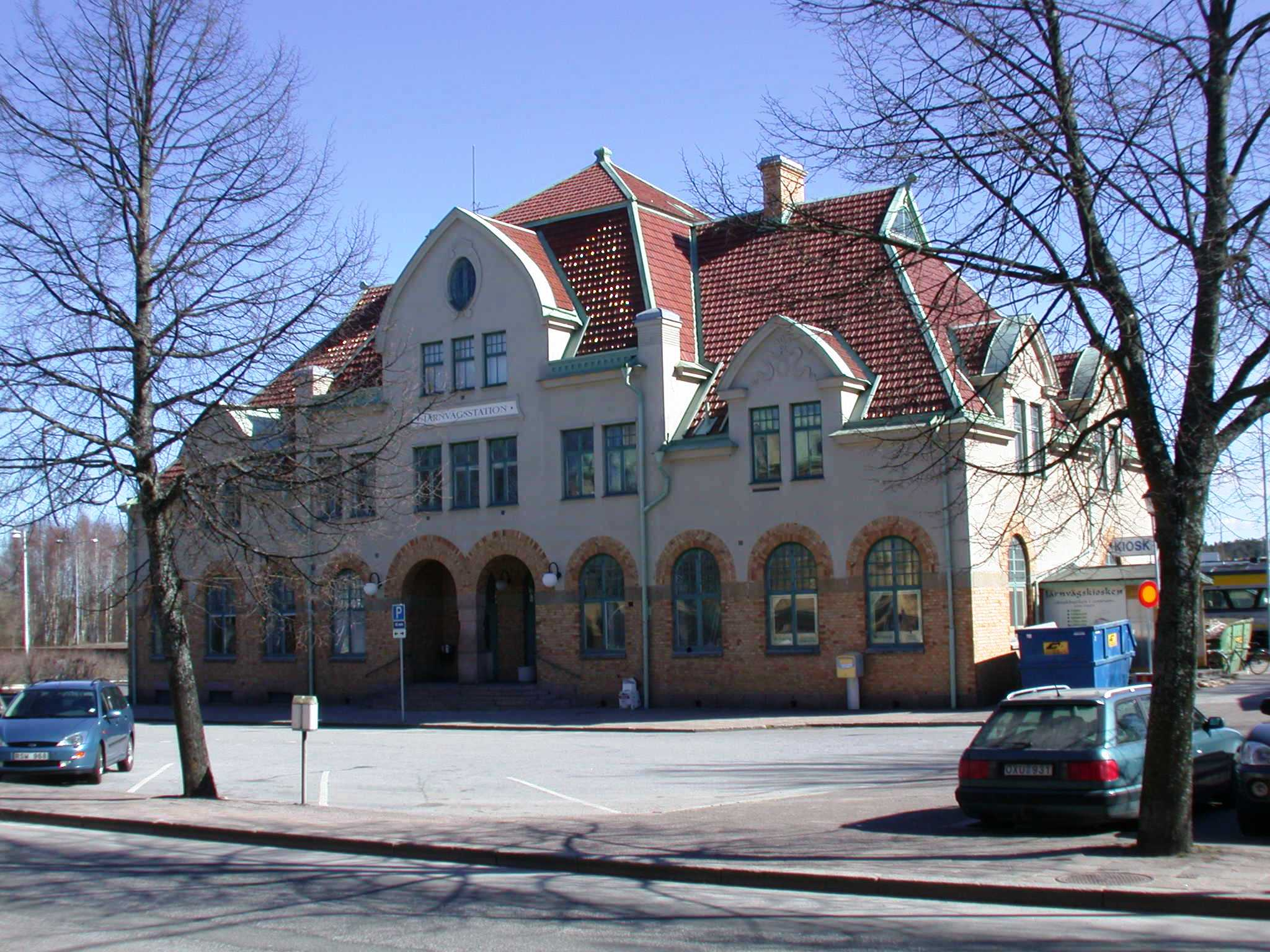
Mariestads station, fasad mot Nygatan (2007).